# Liocrobyla kumatai
Liocrobyla kumatai är en fjärilsart som beskrevs av Hiroshi Kuroko 1982. Liocrobyla kumatai ingår i släktet Liocrobyla och familjen styltmalar. Inga underarter finns listade i Catalogue of Life.